# Friedrich August Kessler

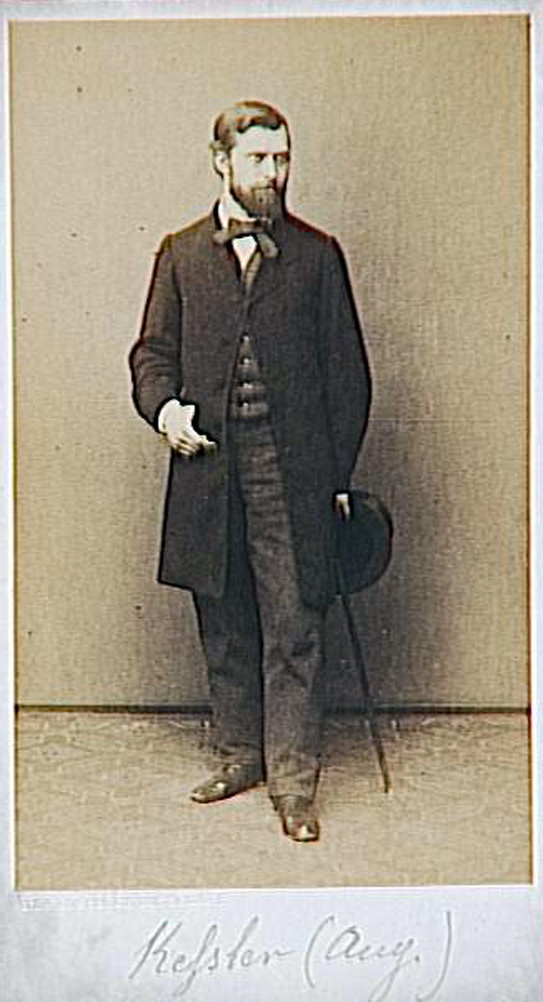
August Kessler, foto door Arnold Overbeck, Gebr. G. & A. Overbeck in Düsseldorf

Friedrich August Kessler (30 december 1826 - april 1906) was een Duitse landschapsschilder van de Düsseldorfse School.

## Leven
Kessler kreeg zijn eerste schilderlessen van zijn vader, Christian Friedrich Kessler (1799-1854). In 1841 schreef hij zich in aan de Kunstacademie Düsseldorf. Daar studeerde hij van 1843 tot 1854 onder landschapsschilder Johann Wilhelm Schirmer. 
Kessler was een van de oprichters van de kunstenaarsvereniging "Malkasten" in Düsseldorf, waar hij na zijn studie als freelance schilder woonde. Een tijd lang woonde hij samen met Eugen Bracht, Fritz Ebel en Carl Friedrich Harveng. Hij ondernam studiereizen naar verschillende kust-, middelgebergte- en Alpenlandschappen, waaronder het Teutoburgerwoud, Hessen, Beieren, Tirol, Noord-Italië, Zwitserland, Holland en België. 
In 1854 classificeerde schrijver Wolfgang Müller von Königswinter hem als een "historisch-stilistische landschapsschilder" volgens de modustheorie van Nicolas Poussin. Van 1860 tot 1892 exposeerde hij regelmatig op de Berlijnse Academie-tentoonstellingen en af en toe op de tentoonstellingen van het Glaspaleis in München. 
Zijn zoon Walter, ook schilder, kreeg in Duitsland geen significante erkenning.

## Werken (selectie)
- Duits boslandschap met wilde beek, 1842
- Motief uit het Bergisches Land, 1846
- Jager en hond met geschoten hert in een open plek in het bos, 1848
- Herten in het bos, 1852
- Visser bij de waterval, 1853
- Externsteine, 1855
- Zeegezicht, 1858
- Molen aan een beek, 1860
- Grafenberger Bos bij Düsseldorf, 1861
- Terugkeer van de hooioogst, 1869
- Rust aan het bergmeer, 1874
- Strand bij Blankenberge, 1882
- Open plek in het bos met herten, 1885
- Zeegezicht, 1886
- Herfstochtend in het beukenbos, 1891
- Watermolen

## Galerij

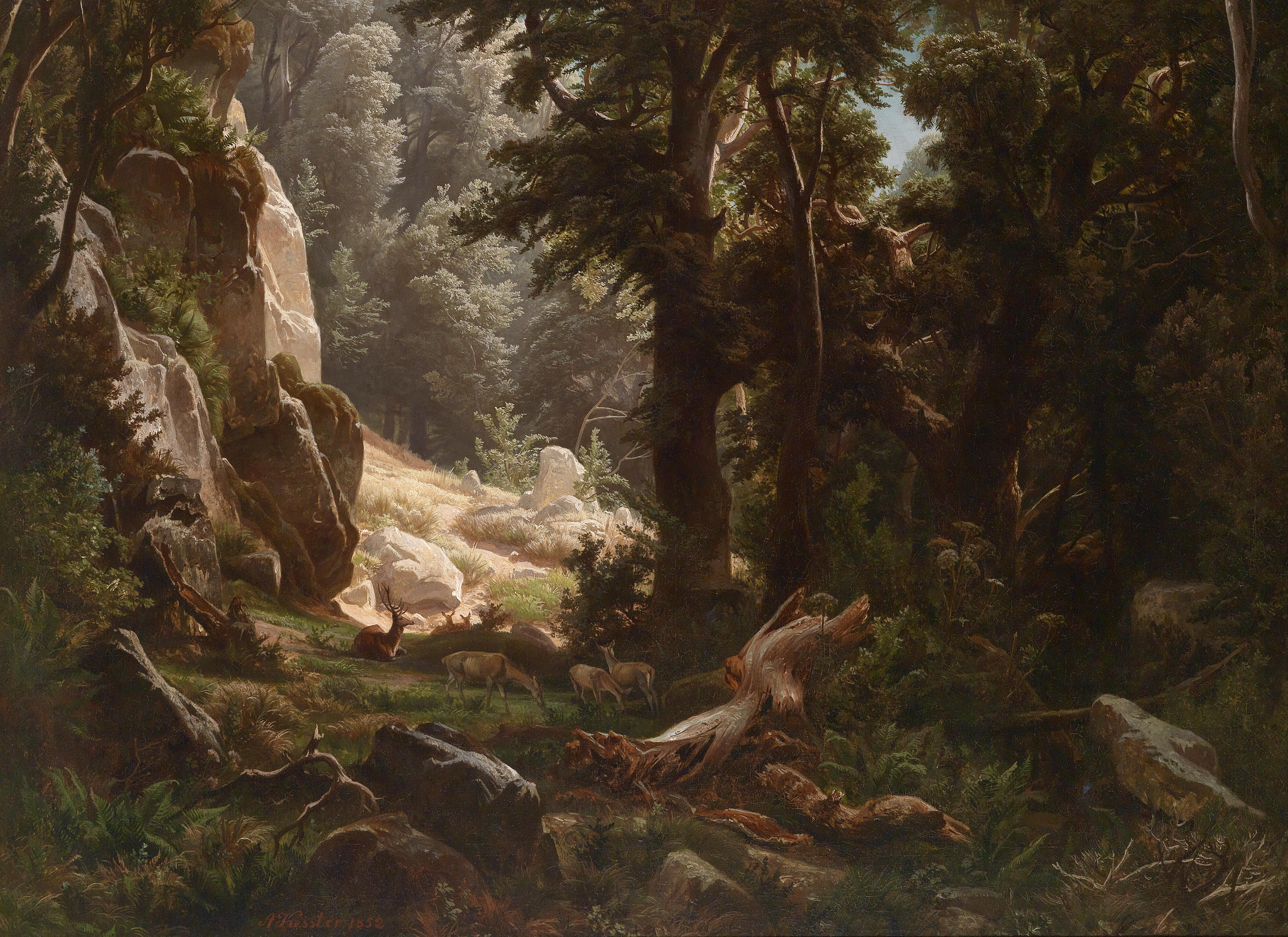
Herten in het bos, 1852
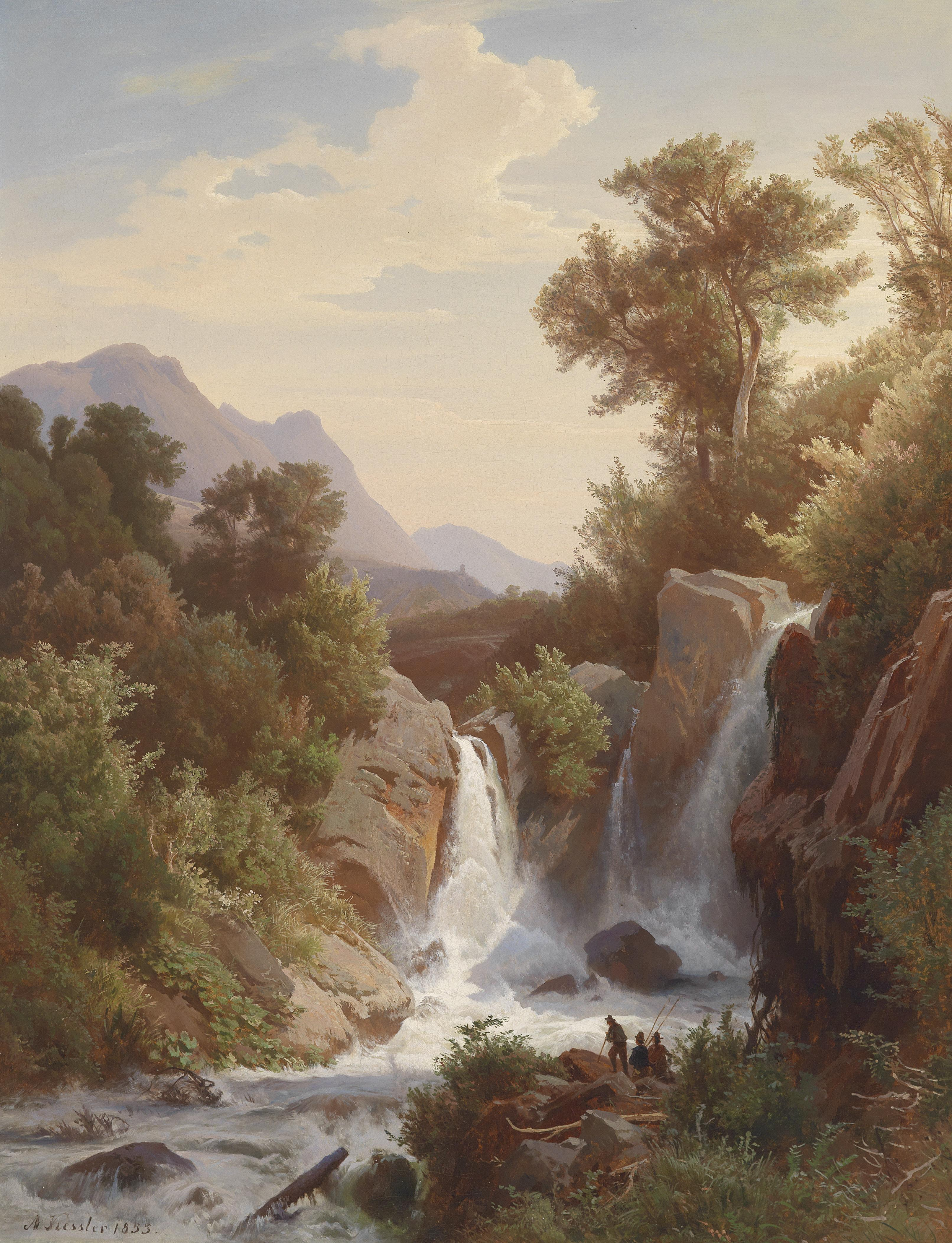
Visser bij de waterval, 1853
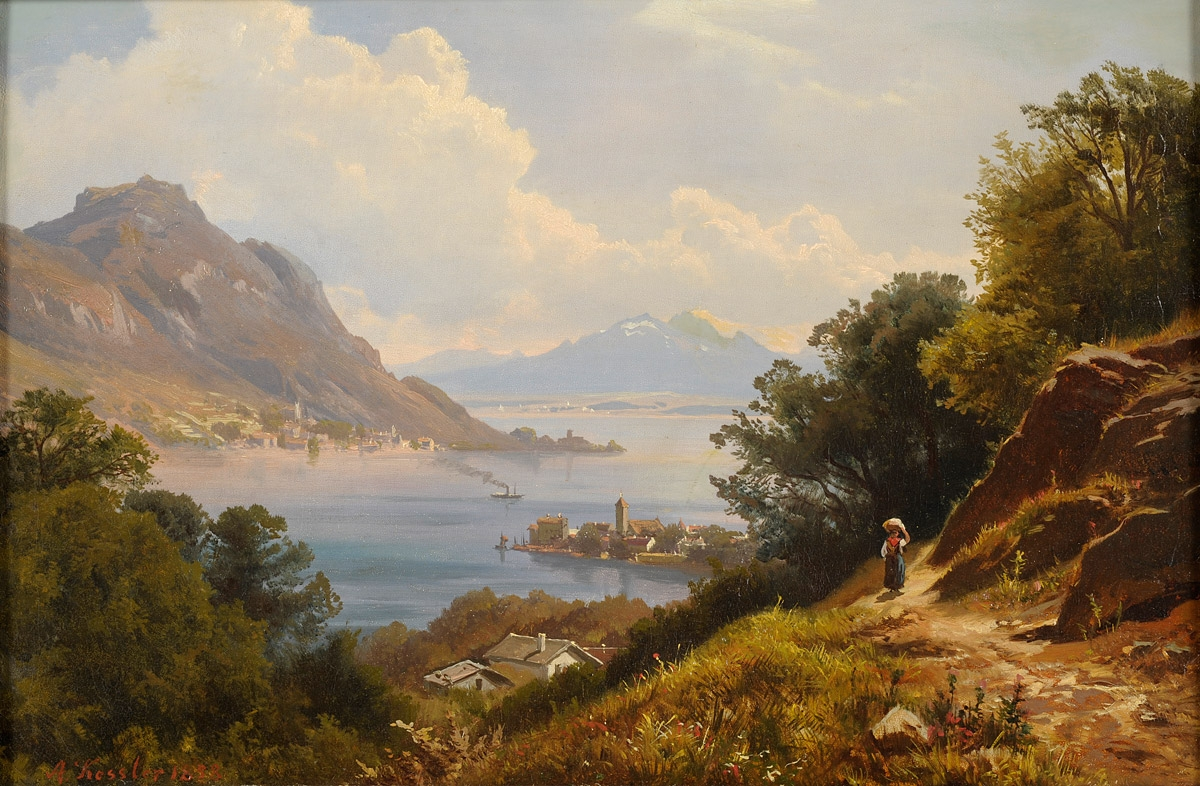
Zeegezicht, 1858
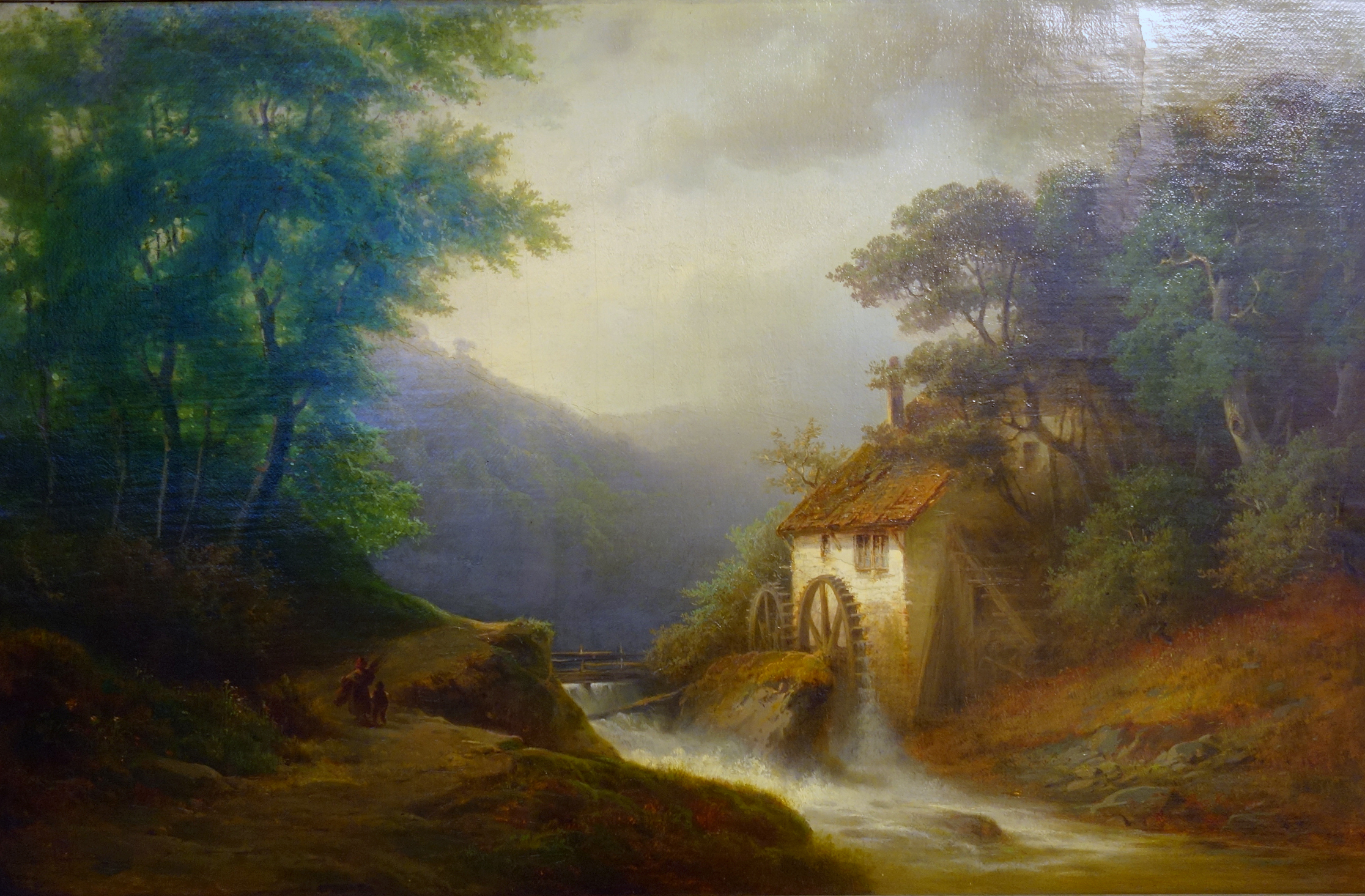
Molen aan een beek, 1860
Schepen in een storm op zee, 1885